# Ентърпрайз (Юта)
Вижте пояснителната страница за други значения на Ентърпрайз.
Ентърпрайз (на английски: Enterprise) е град в окръг Уошингтън, щата Юта, САЩ. Ентърпрайз е с население от 1285 жители (2000) и обща площ от 7,5 km². Намира се на 1621 m надморска височина. ЗИП кодът му е 84725, а телефонният му код е 435.